# إيفلين غولدبرغ
إيفلين غولدبرغ هي مغنية وكاتبة غنائية كندية، ولدت في 1967.